# Bojańczyk-Brauerei

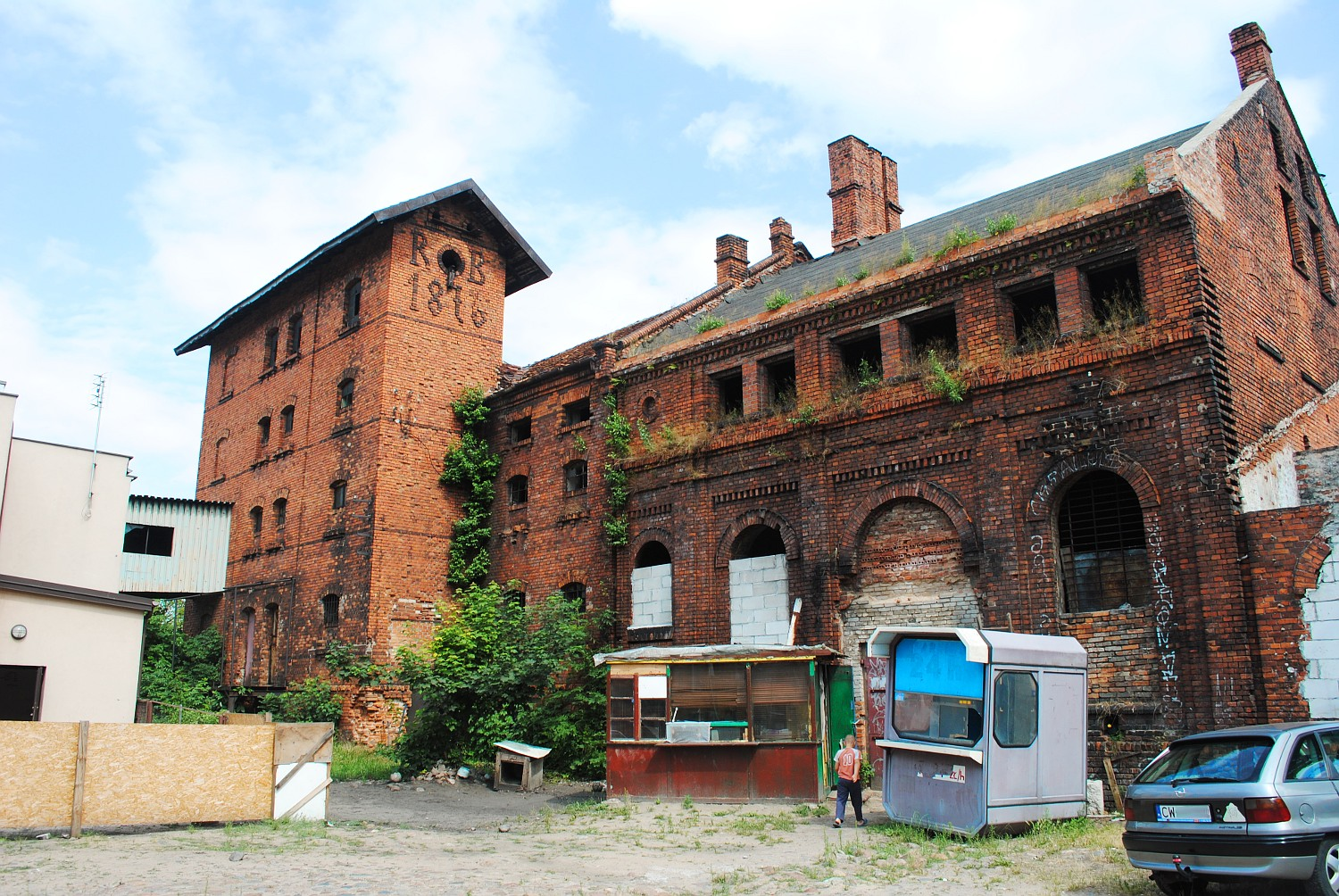
Das Lagerhaus Nr. 1. und Nr. 2.

Die Bojańczyk-Brauerei in Włocławek ist ein Fabrikkomplex der historischen Bojańczyk-Brauerei aus dem 19. Jahrhundert. Die fünf Gebäude entstanden zwischen 1832 und 1880: das Hauptgebäude der Brauerei, drei Lagerhäuser und das Haus des Verwalters.

## Geschichte
Die Brauerei wurde 1832 von Kazimierz Bojańczyk gegründet. Es wurde Wodka und Bier, in Mengen von mehreren Hundert Fässer pro Jahr hergestellt. Die Brauerei war eine der größten in der Stadt. Sie blieb auch nach dem Tod von Kazimierz in den Händen der Familie Bojańczyk, als der Sohn Rafał Eigentümer wurde, und später dessen Sohn Wincenty. Im Jahr 1886, in der Zeit von Rafał Bojańczyk, kostete ein Eimer Bier 30 Kopeken. Von der Gründung an wurde die Brauerei schrittweise ausgebaut. Zuerst wurde 1832 das Hauptgebäude der Brauerei gebaut, danach wurden 1878 drei Lagerhäuser errichtet. Das letzte Gebäude, das Haus des Verwalters, entstand im Jahr 1880. Die Brauerei gehörte der Familie bis zum Ende des Zweiten Weltkrieges, als sie verstaatlicht wurde. Bis 1914 verwaltete die Brauerei Jerzy Bojańczyk. Der Erste Weltkrieg verlangsamte die Entwicklung der Brauerei und 1921 verkaufte Wincenty Bojańczyk das Unternehmen an eine von seinem Sohn Jerzy gegründete Aktiengesellschaft. Die Bierproduktion im Jahr 1927 betrug circa 5600 Hektoliter. Nachdem die Gebäude an die staatliche Verwaltung übergeben worden waren, dienten sie als Lager, Verteilstation für Fisch und als Nähwerkstatt.

## Gebäude

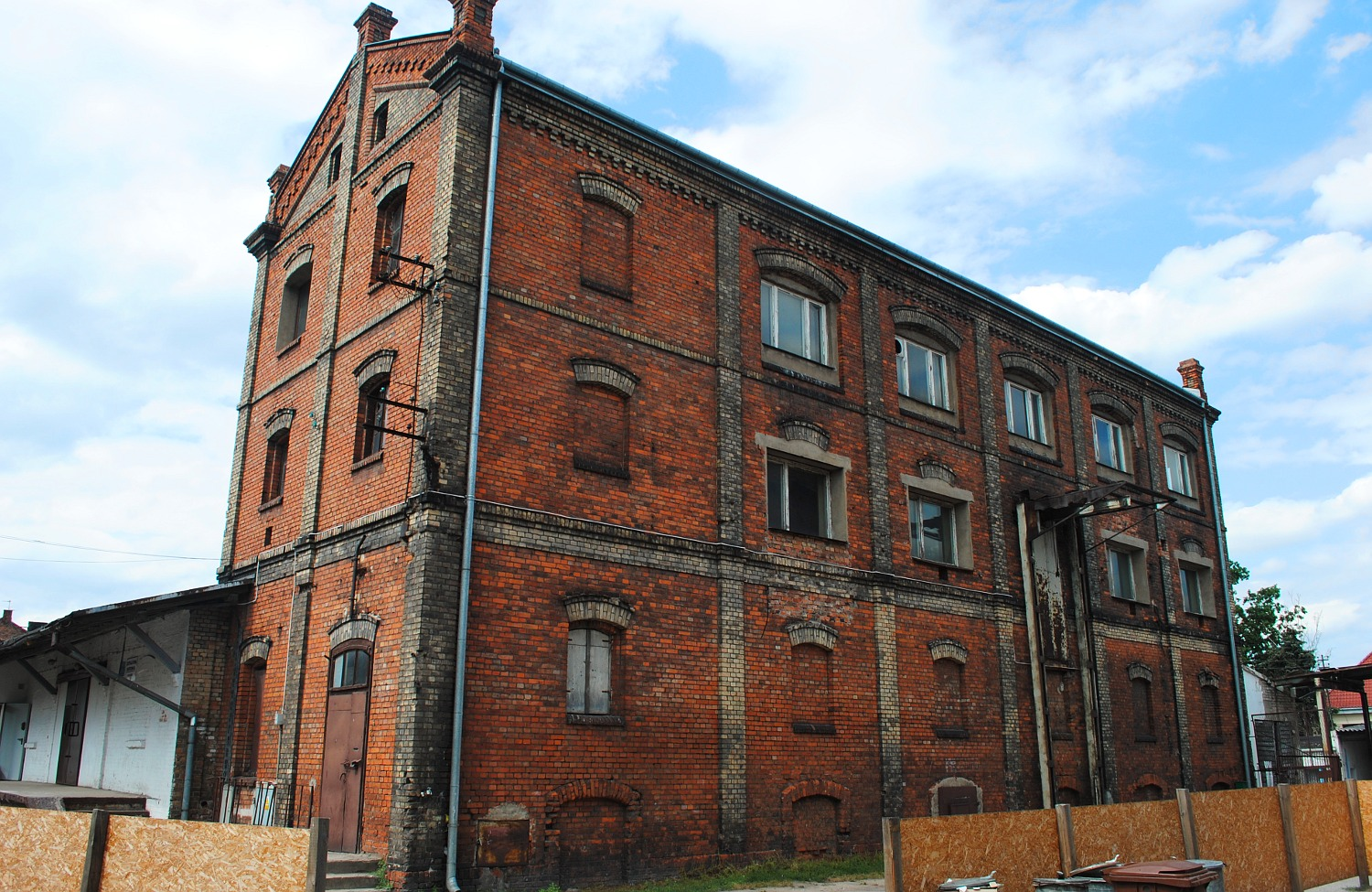
Das Hauptgebäude der Brauerei

### Das Hauptgebäude der Brauerei
Das Gebäude wurde 1832 von Kazimierz Bojańczyk als erstes und zugleich als Hauptgebäude erbaut. Es besteht aus roten, gebrannten Ziegeln. Um architektonische Details wie Lisenen und Krönungs- und Kordongesimse hervorzuheben, wurden in den Fassaden hellere Ziegel verwendet. Die Blendfenster, die mit Stürzen gekrönt sind, verleihen der Fassade ihren Charme. Fassadenteilungen wurden sorgfältig durch Abtrennung von Giebelfassaden und der Entsprechung im Satteldach gestaltet. Die Fassadenfront gegenüber dem Eingang von der Łęgska-Straße ist dank dreier Pinakel der repräsentativste Teil des Gebäudes und dominiert deutlich die anderen Gebäuden. Die architektonische Stellung der Brauerei verlor an Bedeutung durch zahlreiche Anbauten, die in keiner Weise zum Gebäude passen.

### Lagerhaus Nr. 1
Das Lagerhaus wurde 1878 gebaut. Wie das Hauptgebäude der Brauerei ist es ein vierstöckiges Gebäude aus Ziegeln. Das Lagerhaus ist mit einem Satteldach mit Keramikziegeln gedeckt. Vor der westlichen Seite befindet sich neben dem Gebäude ein Anbau mit Treppenhaus. Aufgrund der Nutzung als Lagerhaus haben die Stockwerke unterschiedliche Höhen.

### Lagerhaus Nr. 2
Gebaut 1878. Das Lagerhaus Nr. 2, der unter der Nummer 413/A vom 12. Juni 1998 in das Denkmalregister eingetragen wurde, ist eine Ziegelkonstruktion aus roten Ziegeln mit Kalkmörtel. Mit den Lagerhäusern Nr. 3 und Nr. 1 bildet es ein Teil der Frontfassade der Bechiego-Straße. Das Gebäude hat drei Stockwerke und eine teilweise Unterkellerung;  von der Fassadenseite aus sind nur zwei oberirdische Etagen sichtbar. Das Gebäude ist mit einem Satteldach auf einer hölzernen Pfetten- und Kehlbalkenkonstruktion mit zwei Wänden gekrönt, welches mit Asphaltdachpappe gedeckt ist.

### Lagerhaus Nr. 3

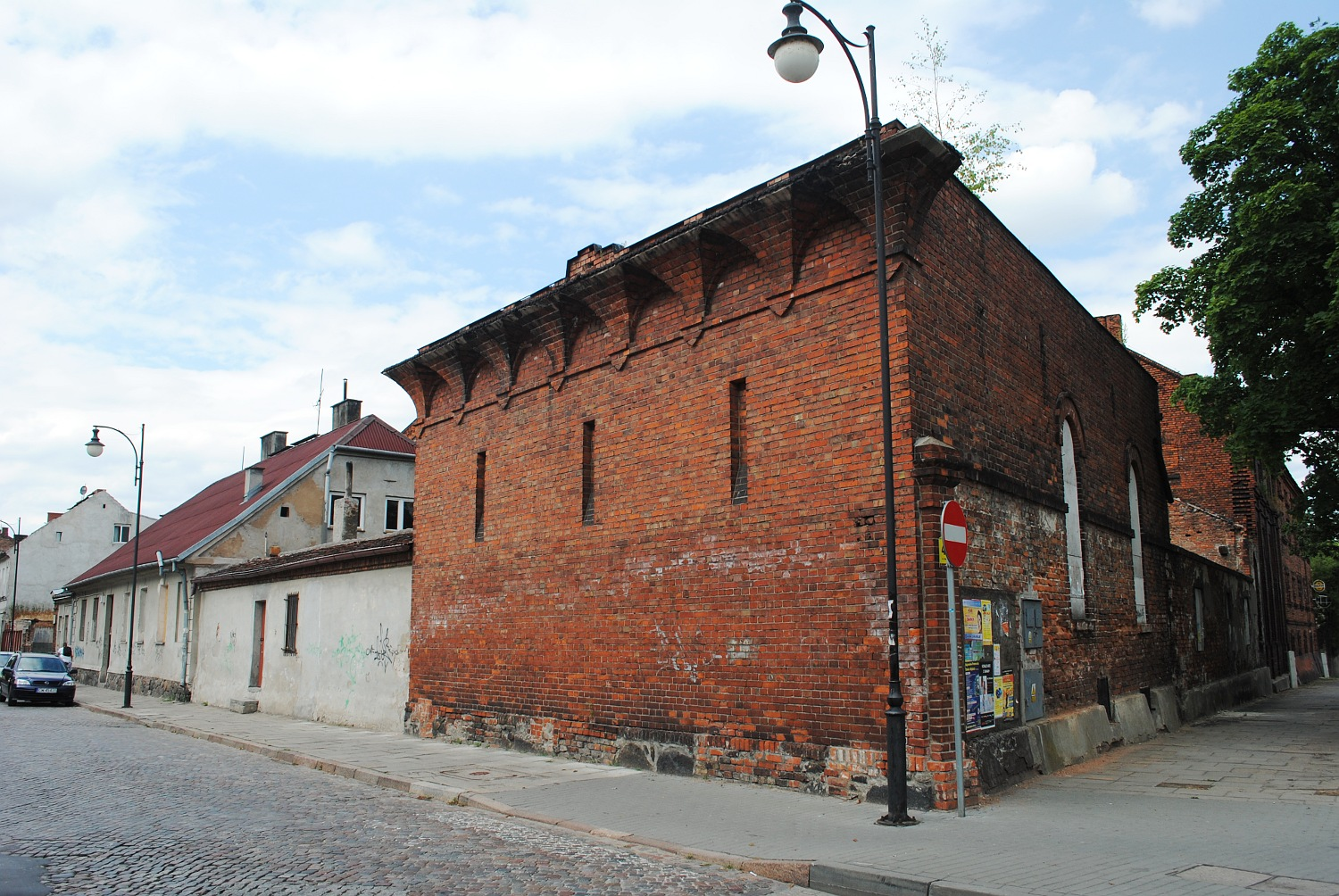
Von links: Das Haus des Verwalters, Lagerhaus Nr. 3

Das Gebäude befindet sich an der Bechiego-Straße in Richtung Łęgska-Straße. Es besteht aus drei Segmenten: das erste (od Wisły), das mittlere und ein auf der Eck-Segment. Die Fassade an der Łęgska-Straße ist mit einem Fries in Form eines Baldachins mit einem Spitzbogen-Motiv versehen, welches an keinem anderen Gebäude in Włocławek zu finden ist und ein neugotisches Element darstellt.

### Das Haus des Verwalters
Das einzige Gebäude, das von Anfang an für Wohnzwecke diente und bis heute diese Funktion hat. Gerade wird es von sieben Familien bewohnt. Die Konstruktion und Gestaltung des Hauses ist mit einer mittleren tragfähigen Kamin-Wand und Zimmerfluchten typisch für das 18. Jahrhundert.

## Revitalisierung

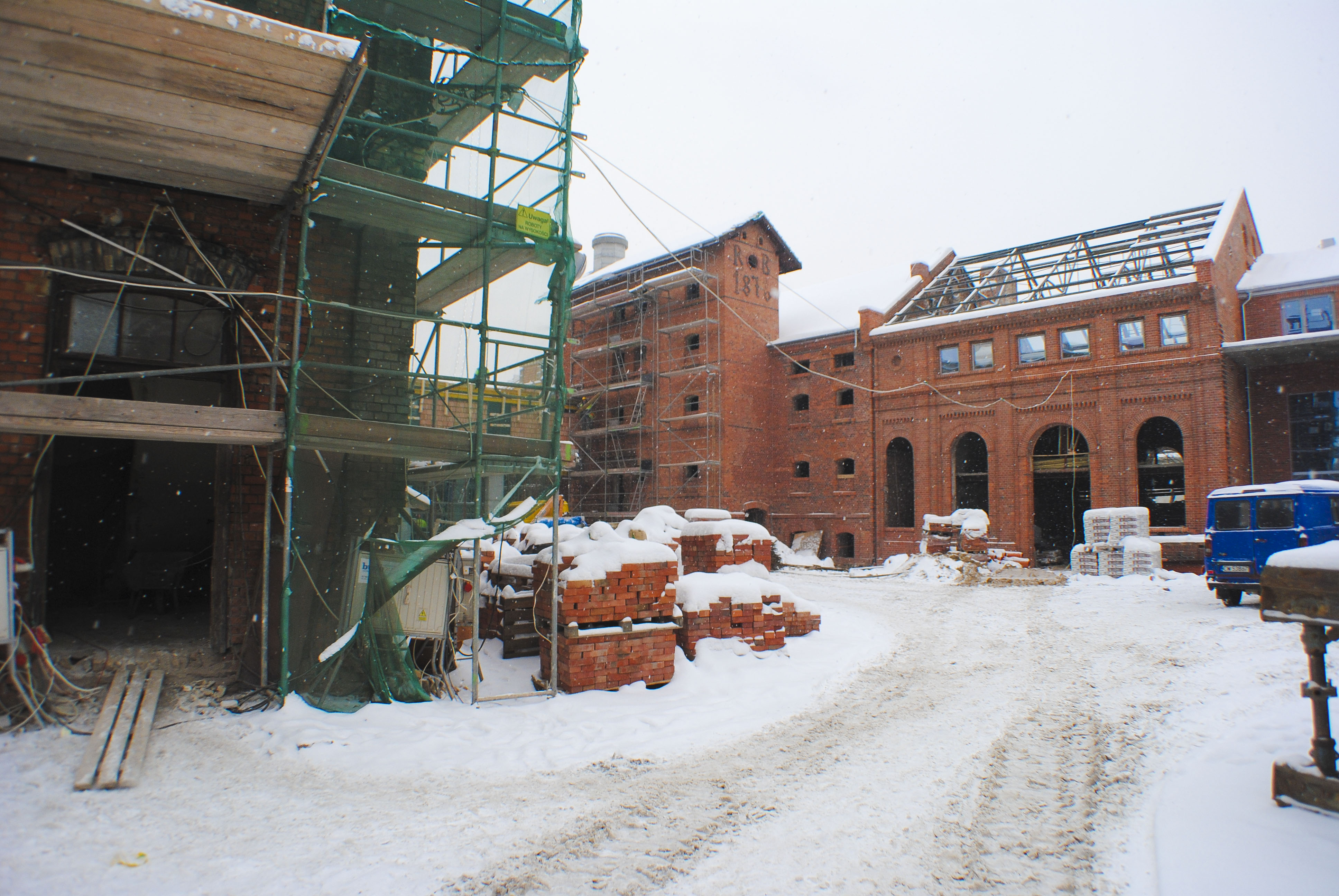
Bauarbeiten

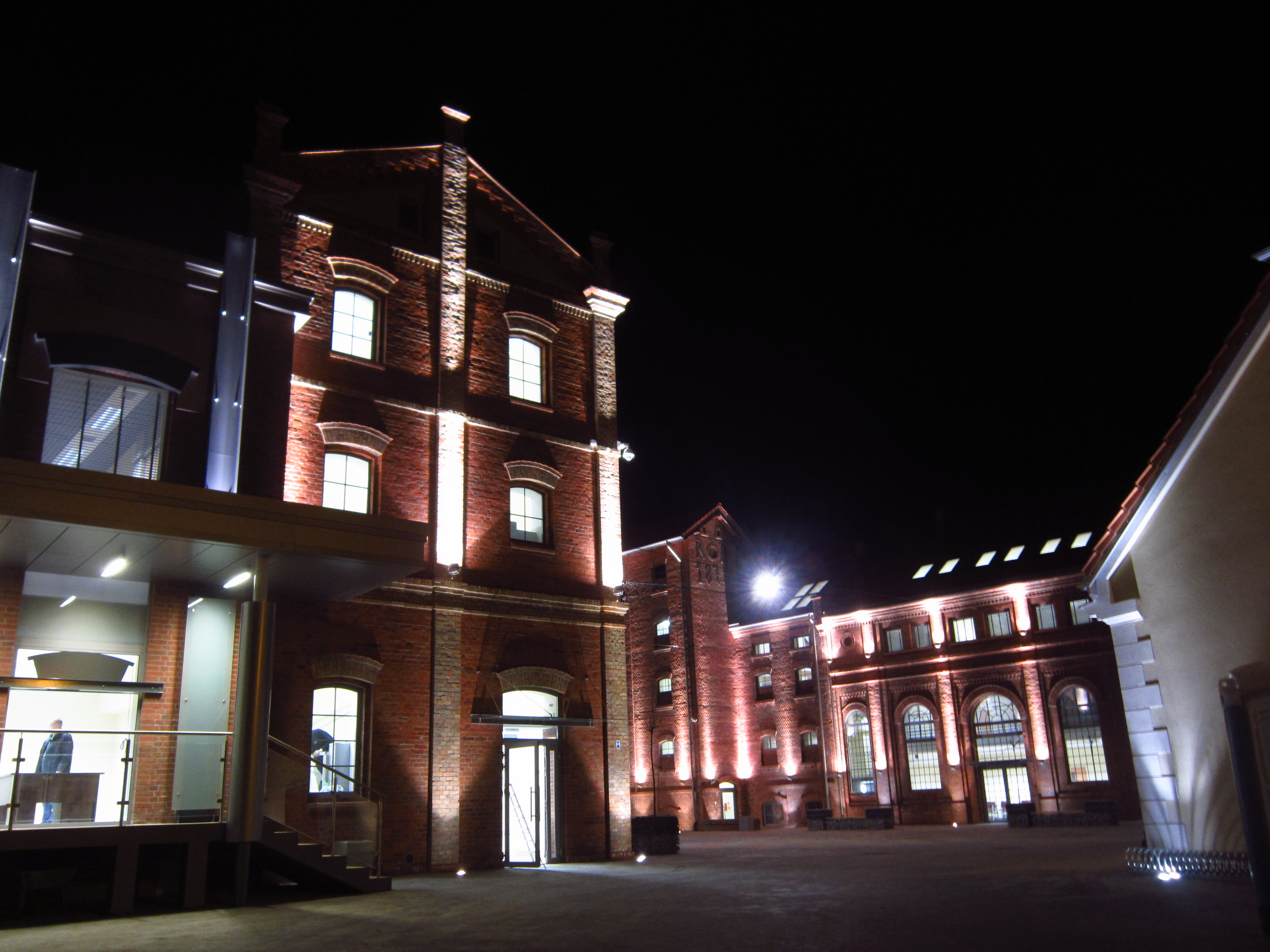
Die Illumination der Brauerei nach der Revitalisierung

Die Stadtverwaltung Włocławek machte die Revitalisierung der historischen Gebäude der Brauerei zur Priorität. Aufgrund mehrerer Probleme verzögerte sich jedoch die Realisierung des Projekts. Lange Zeit hatte die Stadt (samorząd Włocławka) Schwierigkeiten bezüglich der Enteignung der letzten Immobilie. Die Stadt beschloss, die Immobilie an der Łęgska-Straße 28 von einem privaten Eigentümer, der sie im Jahr 2003 legal von der Stadt erworben hatte, unter Berufung auf das Rückkaufsrecht im Kaufvertrag zu übernehmen. Letztlich wurde die endgültige Entscheidung über das Eigentum der Immobilie im Berufungsgericht in Danzig getroffen, wo Włocławek zum Eigentümer der Immobilie ernannt wurde. Das Revitalisierungsprojekt der Brauerei sieht den Abbruch einiger nicht historischen Gebäude vor. An deren Stelle wird der Neubau entstehen, welcher an die Ziegelfassaden der historischen Gebäude anknüpfen wird. Nach dem Ende der Revitalisierung wird an diesem Ort das Zentrum der Brauereikultur B (Centrum Kultury Browaru B) entstehen. Es sollen dort mehrere Ausstellungsflächen, Lernräume, ein großer Tanzsaal, eine Veranstaltungshalle, Konferenzräume und Mehrzweckräume entstehen.
Das Zentrum soll unter anderem Schulprogramme für Schuler aus naheliegenden Schulen anbieten. Computersäle und Räume für die Fremdsprachenunterrichte sind geplant. Das Zentrum soll sich an Institutionen, Nichtregierungsorganisationen und Vereine richten, die dort Veranstaltungen realisieren können.
Am 30. Dezember 2011 wurde in der Stadtverwaltung Włocławek nach dem Ausschreibungsverfahren der Vertrag mit dem Bauunternehmen, Molewski aus Chodecz, unterzeichnet. Der Wert des Projekts beträgt 37.547.000 Zloty. Die Umbauarbeiten dauerten bis zum 30. September 2013. Die Investition wird vom Europäischen Fonds für regionale Entwicklung im Rahmen des Regionalen Programms für die Woiwodschaft Kujawien-Pommern in der Förderperiode 2007–2013 gefördert. Die Förderung betrug 18.469.000 Zloty.